# Stadhuis van Menen

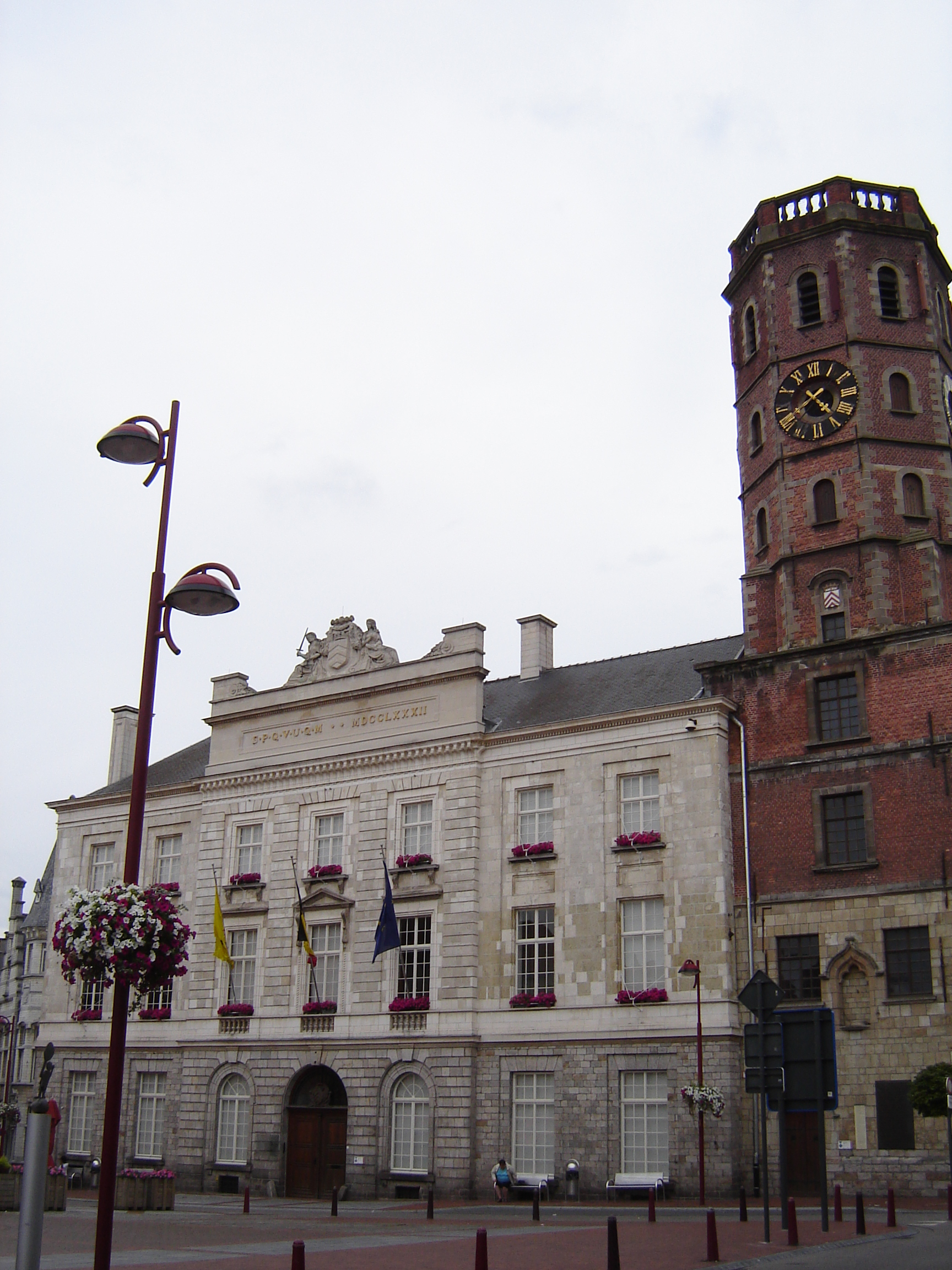
Stadhuis en belfort van Menen

Het Stadhuis van Menen staat op de Grote Markt van de Belgische stad Menen. Het vierkant gebouwencomplex werd in twee fasen werd opgetrokken in de 18e en 19e eeuw. In het stadhuiscomplex is een belfort met beiaard geïncorporeerd, dat door de UNESCO erkend is als deel van het werelderfgoed belforten in België en Frankrijk (zie het afzonderlijke artikel over het belfort).

## Geschiedenis
In het graafschap Vlaanderen was Menen de hoofdplaats van de zogenaamde roede van Menen, een van de vijf roeden van de kasselrij van Kortrijk. In die hoedanigheid bezat Menen een stedelijk bestuur met stadsmagistraat en schepenen. De oudste verwijzing naar het stadhuis dateert echter pas van 1548, toen er op 9 mei een grote stadsbrand woedde, die het grootste deel van de gebouwen op de Grote Markt in de as legde. Ook het toenmalige stadhuis viel ten prooi aan de vlammen.
Tussen 1562 en 1568 werd een nieuw stadhuiscomplex gebouwd. Het bevatte een gevangenis, lakenhal, conciërgewoning, stadswaag en vleeshuis. Als kroon op het werk werd in 1574 gestart met de bouw van een belfort op de noordoostelijke hoek van het complex. Amper een jaar later moest men echter de werken aan de natuurstenen sokkel staken, wegens het uitbreken van de Godsdienstoorlog in 1575.
Pas in 1602 werd het belfort verder (in baksteen) opgetrokken. In 1610 was de vijfde verdieping gereed en werd de toren afgewerkt met een koepelvormige torenspits met open lantaarn, waarin een klok werd opgehangen. Boven op het geheel kwam een windwijzer met Sint-Michiel-met-de-draak. Tussen 1611 en 1616 werd de toren nog aangevuld met een uurwerk en een beiaard.
Op 15 oktober 1694 brak opnieuw brand uit in het stadhuis. Het schepenhuis werd vernield, maar het belfort bleef gespaard. De Franse koning Lodewijk XIV gaf toestemming om het schepenhuis te herstellen, maar enkele jaren later werd Menen betrokken in de Spaanse Successieoorlog.

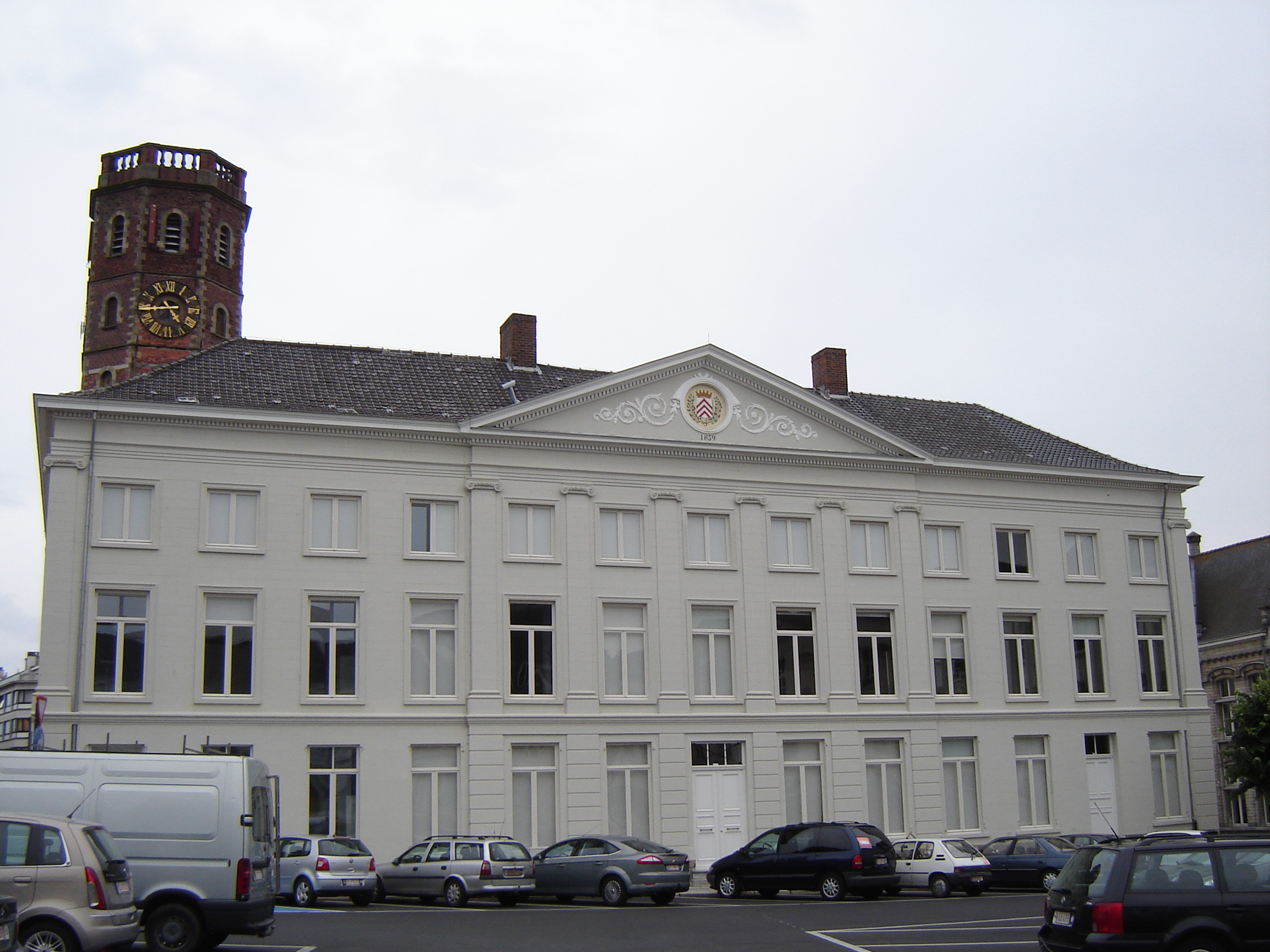
Achterzijde stadhuis

Na de Slag bij Ramillies stootte de Hertog van Marlborough door naar Menen, dat in 1706 belegerd werd. Bij de beschietingen werd het schepenhuis verwoest, en ook in het belfort moesten de beiaard, het uurwerk en de torenspits eraan geloven. Na het beleg herstelde de stad zich, en in 1711 werd het belfort gerestaureerd. Er werd een zesde verdieping aan toegevoegd, en er kwam een nieuw achtzijdig koepeldak. Omstreeks die tijd werd ook een gebouwtje tegen de oostgevel van het belfort opgetrokken, de zogenaamde "Patriottenwacht".
Op 10 augustus 1782 verleende keizer Jozef II de toestemming voor de bouw van het huidige schepenhuis op de Grote Markt, "het Landhuys" genoemd. Er kwam een vergaderplaats voor de baljuw en de schepenen van de roede van Menen en voor de stedelijke magistraat. Voorts kwam er een woning voor de griffier, een gevangenis en een archiefbewaarplaats. Maar in 1794 werd Menen alweer belegerd, dit keer door Franse Republikeinse troepen die streden tegen de Oostenrijkers. De spits van het belfort ging er bij de beschieting opnieuw af, de hallen en de waag aan de zijde van de Groentenmarkt werden in puin geschoten en een groot deel van het complex bleef jarenlang in ruïne. Het schepenhuis bleef gelukkig gespaard. Na de overwinning van de Fransen werd de roede van Menen afgeschaft, de gebouwen van het stadhuis werden aangeslagen en verhuurd aan het stadsbestuur.
In 1808 gaf Napoleon toelating om het "Landhuys" te restaureren, en in 1838 werd er begonnen met de bouw van nieuwe vleugels om het vierkantcomplex terug te sluiten. Langs de zuidzijde werd de waag heropgebouwd naar plannen van de architect Josephus Devos. In de Ieperstraat werd een rij van vijf aaneengeschakelde woningen met winkelpuien gebouwd, en langs de Groentenmarkt werd het geheel afgesloten door twee statige woningen, een voor de secretaris en een voor de commissaris.
Het belfort werd in 1828 hersteld onder leiding van provinciaal architect Van Caneghem en er werd een zevende verdieping toegevoegd, afgesloten met een uitkijkplatform met een balustrade van flessenvormige pijlers.
Het stadhuiscomplex is gedurende de hele 20ste eeuw veelvuldig verbouwd en hersteld, startend met de restauratie in 1896. Tijdens de Eerste Wereldoorlog werd het stadhuiscomplex gebruikt als hoofdkwartier door Duitse troepen. Maar het complex bleef tijdens deze oorlog gespaard van grote schade. Omstreeks 1943 werd onder de Grote Markt een schuilkelder gebouwd, voor de bevolking en als commandopost voor de Civiele Bescherming.
Na de oorlog gingen de verbouwingen verder. In 1963 kreeg het belfort na bijna tweehonderd jaar opnieuw een beiaard. Door de veelvuldige verbouwingen was het stadhuiscomplex aan het eind van de 20ste eeuw binnenin dichtgeslibd, moeilijk toegankelijk en onleesbaar geworden. Met een grondige restauratie en vernieuwing werd het stadhuis hierna volledig gereorganiseerd en in ere hersteld.